# 大城小故事
《大城小故事》（英語：Tales of Walled Village）是由香港亞洲電視製作的處境喜劇，共265集，每集半小時。此劇的是大部分演員都有參與另一套處境喜劇《喜有此理》的演出，與及再加上請到息影女星多年的柳影虹參與演出，由於有關收視率上升，因此亞洲電視在2007年5月决定加碼拍攝四個月至同年的10月，以及另外此劇已取代《喜有此理》成為亞洲電視集數最多的電視劇集，大結局的一集的收視為6點。

## 主要演員
- 盧海鵬飾 田家鼎∕田家盛
- 李香琴飾 梅翠翠
- 柳影虹飾 蘇小媚
- 樓南光飾 田向富
- 曾瑋明飾 田向貴
- 周子濠飾 田向榮
- 黎淑賢飾 葉楚楚
- 呂有慧飾 戴月嫦
- 吳浣儀飾 姜萍
- 杜挺豪飾 田震東
- 吳亭欣飾 田曉南
- 梁愛飾 阿詩
- 于楓飾 阿麗
- 董南菲飾 謝嘉嘉
- 陳寶轅飾 陸君豪
- 甄思羽飾 浩龍
- 江圖飾 何堅
- 鄭恕峰飾 鬍鬚勇
- 关偉倫飾 陳有品
- 姜皓文飾 常 波
- 宝珮如飾 Betty
- 施明飾 戴月明
- 劉綽琪飾 卓慕琪
- 陳展鵬飾 陳尚政
- 李鳳聲飾 梁山
- 曾敏 飾 張燕
- 吳永金 飾 阿良（客串）

## 主題曲
《大智》
- 主唱：劉愷威
- 作曲：張兆鴻
- 填詞：楊紹鴻

## 收視
以下為該劇於亞洲電視首播之收視紀錄：
| 週次 | 日期                    | 平均收視 |
| ---- | ----------------------- | -------- |
| 1    | 2006年9月25日-9月29日   | 3點      |
| 2    | 2006年10月2日-10月6日   | 4點      |
| 3    | 2006年10月9日-10月13日  | 5點      |
| 4    | 2006年10月16日-10月20日 | 5點      |
| 5    | 2006年10月23日-10月27日 | 5點      |
| 6    | 2006年10月30日-11月3日  | 5點      |
| 7    | 2006年11月6日-11月10日  | 6點      |
| 8    | 2006年11月13日-11月17日 | 5點      |
| 9    | 2006年11月20日-11月24日 | 6點      |
| 10   | 2006年11月27日-12月1日  | 6點      |
| 11   | 2006年12月4日-12月8日   | 6點      |
| 12   | 2006年12月11日-12月15日 | 6點      |
| 13   | 2006年12月18日-12月22日 | 6點      |
| 14   | 2006年12月25日-12月29日 | 7點      |
| 15   | 2007年1月1日-1月5日     | 7點      |
| 16   | 2007年1月8日-1月12日    | 8點      |
| 17   | 2007年1月15日-1月19日   | 7點      |
| 18   | 2007年1月22日-1月26日   | 7點      |
| 19   | 2007年1月29日-2月2日    | 7點      |
| 20   | 2007年2月5日-2月9日     | 7點      |
| 21   | 2007年2月12日-2月16日   | 6點      |
| 22   | 2007年2月19日-2月23日   | 5點      |
| 23   | 2007年2月26日-3月2日    | 7點      |
| 24   | 2007年3月5日-3月9日     | 7點      |
| 25   | 2007年3月12日-3月16日   | 7點      |
| 26   | 2007年3月19日-3月23日   | 6點      |
| 27   | 2007年3月26日-3月30日   | 7點      |
| 28   | 2007年4月2日-4月6日     | 7點      |
| 29   | 2007年4月9日-4月13日    | 7點      |
| 30   | 2007年4月16日-4月20日   | 7點      |
| 31   | 2007年4月23日-4月27日   | 7點      |
| 32   | 2007年4月30日-5月4日    | 7點      |
| 33   | 2007年5月7日-5月11日    | 7點      |
| 34   | 2007年5月14日-5月18日   | 7點      |
| 35   | 2007年5月21日-5月25日   | 7點      |
| 36   | 2007年5月28日-6月1日    | 7點      |
| 37   | 2007年6月4日-6月8日     | 6點      |
| 38   | 2007年6月11日-6月15日   | 6點      |
| 39   | 2007年6月18日-6月22日   | 6點      |
| 40   | 2007年6月25日-6月29日   | 6點      |
| 41   | 2007年7月2日-7月6日     | 6點      |
| 42   | 2007年7月9日-7月13日    | 6點      |
| 43   | 2007年7月16日-7月20日   | 6點      |
| 44   | 2007年7月23日-7月27日   | 6點      |
| 45   | 2007年7月30日-8月3日    | 7點      |
| 46   | 2007年8月6日-8月10日    | 7點      |
| 47   | 2007年8月13日-8月17日   | 6點      |
| 48   | 2007年8月20日-8月24日   | 7點      |
| 49   | 2007年8月27日-8月31日   | 7點      |
| 50   | 2007年9月3日-9月7日     | 7點      |
| 51   | 2007年9月10日-9月14日   | 6點      |
| 52   | 2007年9月17日-9月21日   | 6點      |
| 53   | 2007年9月24日-9月28日   | 6點      |
| 53   | 2007年10月1日           | 6點      |

## 延長播映
- 2007年2月19日播出的一集由於為農曆大年初二，故該集片長為一小時。
- 2007年8月8日播出的一集由於為2008年北京奧運倒數365日，故該集片長為45分鐘。
- 2007年10月1日播出的一集由於為該劇的大結局，故該集片長為45分鐘。

## 軼事
同劇演員陳展鵬和李香琴亦在相繼拍攝的已取代《喜有此理》，同年完成之後便即時重返TVB，因此劇是兩位在亞洲電視的最後一部電視劇集作品。

## 外部連結
- 官方网站